# Saint-Jean-de-Muzols
Saint-Jean-de-Muzols är en kommun i departementet Ardèche i regionen Auvergne-Rhône-Alpes i sydöstra Frankrike. Kommunen ligger  i kantonen Tournon-sur-Rhône som ligger i arrondissementet Tournon-sur-Rhône. År 2022 hade Saint-Jean-de-Muzols 2 499 invånare.

## Befolkningsutveckling
Antalet invånare i kommunen Saint-Jean-de-Muzols
Referens: INSEE